# Jasmine Jae
Pour les articles homonymes, voir Jae.
Jasmine Jae est une actrice pornographique britannique, née le 31 août 1981 à Birmingham.

## Filmographie sélective
- 2012 : Benny Hilled
- 2012 : I Want To Make You Squirt
- 2012 : Looking Fine In Nylons
- 2012 : Keiran Lee: Nympho-Insomniac
- 2013 : Busty Brunette's Dry Spell Ends With Cabbie's Hard Fucking
- 2013 : Étalons de Mademoiselle
- 2013 : House of Sin
- 2014 : Hot British Babe Pussy Creampie From A Shy Guy
- 2014 : Jasmine And Her Big Guns
- 2014 : Liselle's Girlie Weekend
- 2014 : Naughty Nurses At Play
- 2015 : Couples Seeking Teens 19
- 2015 : Piece of Jasmine Jae's Ass
- 2015 : Threesome with Erica Fontes and Jasmine Jae
- 2016 : Anal Creampie Lesson for Busty MILF
- 2016 : My Stepsister is a Smoking Hot MILF 3
- 2016 : Time to Fuck Hard
- 2016 : Whipped Ass 19
- 2017 : Cum On Brit Babe's Feet: A Foot Fetish Pov Adventure In 4k
- 2017 : Giorgio Grandi GIO435
- 2017 : Lesbian Adventures: Older Women et Younger Girls 11
- 2017 : Women Seeking Women 140
- 2018 : Washing Away My Step-Daughter's Sins
- 2018 : Women Seeking Women 161
- 2019: Blowjobs Turn Me On
- 2019: Dildo Fun 'til She Cums
- 2019: Jasmine Jae Sensual Delights
- 2019: Swallowed 32
- 2020: Jasmine Jae Is Horny and Fucks Her Wet Pussy
- 2020: Jasmine Jae Is Your Virtual Bae
- 2020: My First Sex Teacher 69
- 2022: Face Fucked 13
- 2023: Dicked Deep By The Physical Therapist
- 2023: Jasmine Jae Public Outdoor POV Blowjob and Fuck
- 2024: My Submissive Side
- 2025: Busty British Milf Jasmine Jae Drains Cock

## Distinctions
Récompenses
- AVN Awards 2018 : Performeuse étrangère de l'année (Female Foreign Performer of the Year)[3]
- XBIZ Awards 2017 : Meilleure scène de sexe dans une parodie (Best Sex Scene - Parody Release) pour Storm of Kings[4]

Nominations